# Guetta Blaster
Albums de David Guetta
Just a Little More Love
(2002) Pop Life
(2007)
Singles
1. Money
Sortie : 9 avril 2004
2. Stay
Sortie : 13 septembre 2004
3. The World Is Mine
Sortie : 22 novembre 2004
4. In Love with Myself
Sortie : 18 mars 2005

Guetta Blaster est le deuxième album studio du DJ et compositeur de musique house français David Guetta sorti le 10 juin 2004. L'album est co-produit par le français Joachim Garraud. Quatre singles sont extraits de cet album : Money (2004), Stay (2004), The World Is Mine (2004) et In Love with Myself (2005) composé par Peter Kitsch. Enregistré en 2003 et 2004, l'album sort sous le major EMI. L'album se classe en Belgique, en France et en Suisse.

## Titres
| 1.    | Money (Radio edit feat. Chris Willis & Mone) | 3:02 |
| 2.    | Stay (feat. Chris Willis)                    | 3:30 |
| 3.    | The World is Mine (feat. JD Davis)           | 3:38 |
| 4.    | Used To Be The One (feat. Chris Willis)      | 4:06 |
| 5.    | Time (feat. Chris Willis)                    | 4:07 |
| 6.    | Open Your Eyes (feat. Stereo MC's)           | 5:16 |
| 7.    | AC/DC                                        | 4:02 |
| 8.    | In Love With Myself (feat. JD Davis)         | 4:26 |
| 9.    | Higher (feat. Chris Willis)                  | 3:43 |
| 10.   | Movement Girl (feat. James Perry)            | 4:02 |
| 11.   | Get Up (feat. Chris Willis)                  | 4:04 |
| 12.   | Last Train (feat. Miss Thing)                | 3:07 |
| 13.   | Old School Acid                              | 4:18 |
| 45:05 |                                              |      |

## Classement des ventes
| Pays              | Meilleure position, |
| ----------------- | ------------------- |
| France            | 11                  |
| Belgique Wallonie | 29                  |
| Suisse            | 45                  |

## Récompense et distinction
L'album est nommé aux Victoires de la musique 2005 dans la catégorie « Album de musiques électroniques, groove, dance de l'année » finalement remportée par Talkie Walkie du groupe Air.